# Fakóróka
A fakóróka (Vulpes pallida) az afrikai Száhel-övezetben élő, visszahúzódó életmódú rókafaj.

## Külseje
Az általánosan ismert vörös rókához képest a fakóróka kisebb termetű, lábai hosszabbak, fülei pedig nagyobbak. Pofája keskeny, a felnőtt állatok szeme feketével van keretezve. Testhossza 38–45 cm, amihez még hozzáadódik 28–29 cm-nyi farokhossza. Marmagassága 25 cm, testtömege 1,5-3,6 kg. Bundája fakó vörös- vagy sárgásbarna, homokszínű; bozontos farka vörösbarna, a végén fekete színű. Gerincén sötétebb sáv húzódik végig. Hasa, pofája és füleinek belső része világos, majdnem fehér szőrű. 
Öt alfaja ismert:
Vulpes pallida cyrenaica
Vulpes pallida edwardsi
Vulpes pallida harterti
Vulpes pallida oertzeni
Vulpes pallida pallida

## Elterjedése
A fakóróka a Szaharától délre eső Száhel-övezet lakója az Atlanti-óceántól a Vörös-tengerig. Elsősorban a kősivatagokban és félsivatagokban vadászik, de időnként a déli szavannára is elmerészkedik. 

## Életmódja és viselkedése
A fakóróka életmódja - távoli lakóhelye és visszahúzódó természete miatt - csak kevéssé ismert. Kisebb csoportokban él, melyek a szülőkből és kölykeikből állnak. Nappalra kiterjedt alagútrendszerű üregeikbe húzódnak, amik akár 15 m hosszúak és 2 m mélyek is lehetnek. A nappali forróság elmúltával, alkonyatkor indulnak táplálékuk keresésére.
A többi rókafajhoz képest a fakóróka több növényi táplálékot fogyaszt. Étrendjében a füvek, bogyók és gyümölcsök mellett rágcsálók, gyíkok és rovarok szerepelnek. Sivatagi állatként vízszükségletének döntő részét a táplálékából fedezi.
A nőstények 7-8 hetes vemhesség után hozzák világra 3-4 kölyküket, melyeknek születési súlya 50-100 g körül van. A kisrókák gyorsan növekednek és másfél-két hónapos korukban szakadnak el a szüleiktől.
A fakóróka természetes ellenségei nem ismertek. A települések környékén irtják, mert néha megtámadhatja a háziszárnyasokat. Élettartama fogságban három év, de feltételezhető, hogy a vadon élő példányok kétszer tovább is élhetnek.

## Fordítás
- Ez a szócikk részben vagy egészben  a(z)   Африканская лисица című orosz Wikipédia-szócikk ezen változatának fordításán alapul.  Az eredeti cikk szerkesztőit annak laptörténete sorolja fel. Ez a jelzés csupán a megfogalmazás eredetét és a szerzői jogokat jelzi, nem szolgál a cikkben szereplő információk forrásmegjelöléseként.